# Communauté de communes du Pays de Champagnac-en-Périgord
La communauté de communes du Pays de Champagnac-en-Périgord est une ancienne communauté de communes française située dans le département de la Dordogne, en région Aquitaine.

## Historique
La communauté de communes du Pays de Champagnac-en-Périgord a été créée le 23 décembre 1996 avec six communes.
Trois autres l'ont ensuite rejointe :
- La Chapelle-Faucher le 9 février 1998,
- La Gonterie-Boulouneix le 21 janvier 1999,
- Villars le 20 décembre 2001.

Par arrêté no 12 1397 du 13 décembre 2012, un projet de fusion est envisagé entre la communauté de communes du Pays de Champagnac-en-Périgord, celle du Brantômois et celle du Pays de Mareuil-en-Périgord. 
La nouvelle entité, créée par l'arrêté préfectoral no 2013147-009 du 27 mai 2013, lui-même complété par l'arrêté no 2013282-0003 du 9 octobre 2013, prend effet le 1er janvier 2014 et porte le nom de communauté de communes Dronne et Belle.

## Composition
De 2002 à 2013, la communauté de communes du Pays de Champagnac-en-Périgord regroupait les neuf communes du canton de Champagnac-de-Belair :
1. Cantillac
2. Champagnac-de-Belair
3. Condat-sur-Trincou
4. La Chapelle-Faucher
5. La Chapelle-Montmoreau
6. La Gonterie-Boulouneix
7. Quinsac
8. Saint-Pancrace
9. Villars

## Politique et administration
| Période                                  | Période       | Identité     | Étiquette | Qualité                                              |
| ---------------------------------------- | ------------- | ------------ | --------- | ---------------------------------------------------- |
| décembre 1996                            | avril 2008    | Michel Neveu |           | Maire, puis adjoint au maire de Champagnac-de-Belair |
| avril 2008                               | décembre 2013 | Alain Peyrou | SE        | Maire de La Chapelle-Montmoreau                      |
| Les données manquantes sont à compléter. |               |              |           |                                                      |

## Compétences
L'arrêté préfectoral no 2013042-0010 du 11 février 2013 redéfinit les compétences de la communauté de communes :
- Aménagement de l'espace.
- Développement économique.
- Protection et mise en valeur de l'environnement.
- Logement et cadre de vie.
- Équipements sportifs et culturels.
- Action sociale.

### Sources
- Le SPLAF (Site sur la Population et les Limites Administratives de la France)
- La base ASPIC de la Dordogne - (Accès des Services Publics aux Informations sur les Collectivités)